# 龍角寺古墳群
龍角寺古墳群（りゅうかくじこふんぐん）は、千葉県成田市と印旛郡栄町の、印旛沼北東部の下総台地上に、6世紀前半から7世紀にかけて造営された古墳群である。

## 古墳群の概要
龍角寺古墳群は、現在のところ114基の古墳が確認されている。古墳群の中には、龍角寺参道沿いに中世から近世にかけて造られたと考えられている塚が数多くあり、見かけ上古墳との区別が難しいため、数については不確定な要素が残っている。
龍角寺古墳群は前方後円墳が37基、方墳が6基、円墳71基で構成されている。しかし確認されている前方後円墳の多くが、円墳に短小な方形部が付く帆立貝形古墳に類似したもので、現在円墳とされている古墳の中からも、今後発掘調査などが進めば前方後円墳が増える可能性がある。また築造当時は方墳であった古墳の一部も、墳丘の改変などで今は円墳のようになっているものもあると考えられ、方墳の数も増える可能性がある。
龍角寺古墳群は所属する古墳の一部しか調査発掘されておらず、まだ明らかになっていない点が多いが、古墳時代前・中期に築造された古墳は見当たらず、6世紀以降の古墳時代後期にその築造が開始されたと考えられている。現在のところ龍角寺古墳群の中で最も古い時期に築造されたと考えられている古墳は帆立貝形古墳である101号墳で、検出された埴輪の形式などから6世紀第二四半期に築造されたと見られている。その後7世紀にかけて龍角寺古墳群では古墳の造営が続いた。
古墳群を構成する古墳の多くは小型で、前方後円墳では全長20-30メートル、円墳では直径10-20メートルのものが多い。龍角寺古墳群では当初、小型の前方後円墳や円墳が造られていたと考えられるが、7世紀前半以降、浅間山古墳と、日本第二位の規模を誇る方墳である岩屋古墳という印旛沼周辺地域で最も大きい古墳が造営された。これは印旛沼周辺地域の地域の主導権が、公津原古墳群を造営した首長から龍角寺古墳群を造営した首長へと移ったことにより、浅間山古墳、岩屋古墳と地域を代表する大きさの古墳が龍角寺古墳群内に造営されるようになったとされる。また龍角寺古墳群は複数の首長が同一の墓域を利用していたものと考えられており、浅間山古墳や岩屋古墳のような地域を代表する首長を葬った盟主墳にあたる古墳と、その下に位置する首長墳が同一時期に築造されていたものと見られている。
浅間山古墳は7世紀初頭に築造されたとの説と7世紀第二四半期に造られたとの説があり、論争になっている。いずれにしても浅間山古墳は前方後円墳の中でも最後の時期に造営された古墳のひとつと考えられている。龍角寺古墳群では浅間山古墳の造営後は、岩屋古墳、みそ岩屋古墳など方墳が造営されるようになった。
7世紀後半、龍角寺古墳群の北方に龍角寺が造営される。また古墳群の北東には埴生郡衙跡と考えられている大畑遺跡群がある。これは6世紀の古墳時代後期以降、龍角寺古墳群を造った首長は、7世紀後半には龍角寺を建立し、そして律令制が成立した後も郡司となってその勢力を保ったことを示唆している。
龍角寺古墳群を造営した首長は、かねてから国造本紀の記述などから印波国造と考えられており、最近の研究では大生部直氏ではないかと見られている。龍角寺古墳群は住宅地の造成や道路建設によって消滅した古墳もあるが、古墳群に属する古墳の多くが房総のむら内にあって比較的良好な状態で保存されており、古墳時代後期から終末期古墳にかけての古墳の造営状況を知ることが出来る上に、地方首長による寺の造営、そして律令制の時代には郡司となっていくまでの経過を見ることができる貴重な遺跡として評価されている。1941年に岩屋古墳が単独の古墳として国の史跡に指定された。2009年2月12日には龍角寺古墳群に所属する古墳のうち浅間山古墳など92基が追加指定され、史跡の指定名称が「龍角寺古墳群・岩屋古墳」に変更された。

## 古墳群の立地
龍角寺古墳群は印旛沼北西部の標高約30メートルの下総台地上に位置している。龍角寺古墳群がある付近の下総台地は幅が比較的狭く、古墳群は狭い台地上を北西側から南東側に約1.5キロメートルにわたって帯状に分布している。古墳群の中で比較的早い時期に造られたと考えられる前方後円墳や円墳は、古墳群の西側である印旛沼に面する場所に位置しており、後半に造られた龍角寺古墳群を代表する浅間山古墳・岩屋古墳、そして岩屋古墳の後に造られたみそ岩屋古墳などの方墳は、古墳群の北方にかつて存在した香取海方面からの谷の源頭部にあたる丘陵上に築造されている。これは浅間山古墳や岩屋古墳などの方墳は、印旛沼よりも北側の香取海方面を意識して築造場所を選んだものと解釈されている。
龍角寺古墳群のすぐ南東側には、上福田古墳群、大竹古墳群というやはり古墳時代後期から終末期にかけて造営された古墳群がある。上福田古墳群、大竹古墳群については古墳群の構成などから龍角寺古墳群と同一の古墳群と見なす研究者もいる。
また龍角寺古墳群の南には4世紀から古墳の造営が見られる公津原古墳群、そして印旛沼東岸には北須賀勝福寺古墳群があり、印旛沼東岸には多くの古墳群が存在する。

## 古墳群の調査研究史

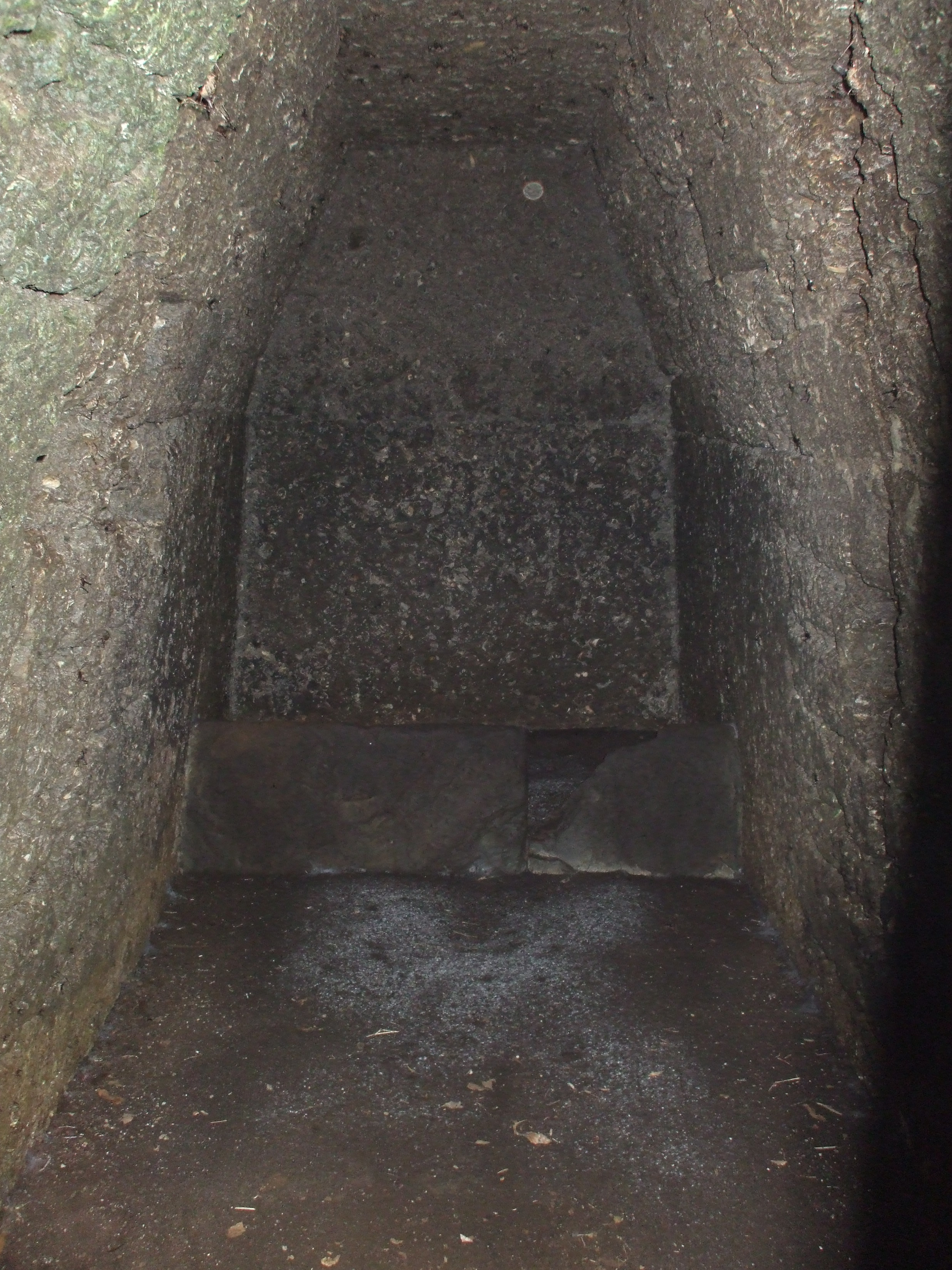
古くから開口していた岩屋古墳西側横穴式石室。貝化石を含んだ下総層群木下層の砂岩を積み上げて造られている。

龍角寺古墳群について現在知られている最も古い文献は、1591年（天正19年）の岩屋古墳について書かれたもので、当時すでに岩屋古墳の横穴式石室が開口していたことが判明している。その後1816年（文化13年）、1821年（文政4年）、1845年（弘化2年）と、江戸時代後期に岩屋古墳について紹介された文献がある。
明治以降もまず岩屋古墳への関心が先行した。明治30年代から40年代にかけて、喜田貞吉や坪内逍遥ら著名人が岩屋古墳を訪れた記録が残っている。
1933年、後藤守一が龍角寺古墳群の調査を実施した。このとき初めて岩屋古墳以外の古墳についても関心が向けられ、現在、風土記の丘資料館の前にある57号墳（前方後円墳）の発掘も行われたというが、調査結果は全く残っていない。
1941年1月27日、岩屋古墳は国の史跡に指定された。
1947年、円墳である110号古墳が早稲田大学考古学研究室の手によって発掘が行われた。この際に組み合わせ式の箱形の石棺、土器の細片が検出された。続いて1952年に、早稲田大学考古学研究室が円墳の109号墳の発掘を行った。この際も出土品は少なく、組み合わせ式の箱形の石棺と直刀一本が検出されただけであった。
1960年からは甘粕健らの手によって龍角寺古墳群の分布調査が実施された。甘粕は1964年に調査結果を発表し、初めて龍角寺古墳群全体についての研究が公表されることになった。この甘粕の研究では古墳群の築造は浅間山古墳の築造がきっかけとなったとされ、この考え方は1996年の浅間山古墳発掘まで続いた。1965年、早稲田大学考古学研究室は岩屋古墳の西隣にある104号墳の発掘調査を実施した。104号墳は一辺約30メートルの方墳で、岩屋古墳と同じ貝化石を含む下総層群木下層（木下貝層）の砂岩で横穴式石室が築造されていることが判明し、石室内からは直刀、金具、人骨などが検出された。
1969年、文化庁は風土記の丘構想を提唱した。千葉県は龍角寺古墳群を風土記の丘の候補とすることとし、古墳群全体の古墳について再確認調査を実施した。千葉県は1970年には岩屋古墳の墳丘と横穴式石室の測量を明治大学考古学研究室に委託し、1973年には風土記の丘資料館の近くにある古墳4基の測量が明治大学考古学研究室の手によって行われた。なお房総風土記の丘は龍角寺古墳群を中心に、1975年9月に開設された。
1976年には早稲田大学考古学研究室がみそ岩屋古墳の墳丘と横穴式石室を測量した。
1976年、龍角寺古墳群の保全を目的とし、千葉県文化課と房総風土記の丘共同で古墳の分布調査を実施し、その結果をふまえて1979年から1981年にかけて古墳群の全古墳についての測量調査が実施された。成果としては岩屋古墳やみそ岩屋古墳の近くなど、古墳群東側に多く見られた地面の高まりは、古墳ではなくて龍角寺参道に造られた中近世の塚である可能性が高いことがこの時の測量調査で判明した。またこれまで度々変更されていた、龍角寺古墳群を構成する個々の古墳に割り振られていた古墳番号を、ほぼ現在用いられているものに統一することができた。龍角寺古墳群の古墳番号は、1979年から1981年にかけての調査後も残っていた誤りを整理の上、1988年に確定されることになる。
1970年代以降、龍角寺古墳群周辺でも開発が進み、開発に伴う発掘が実施されるようになった。まず1980年、住宅地造成に伴い前方後円墳の第2号墳を、県道成田安食線建設に伴い方墳の108号墳と前方後円墳の第75号墳の周溝部分についての調査が行われた。これは開発に伴う調査であったため、発掘後、調査を実施した場所は開発によって消滅した。続いて1982年にも県道成田安食線建設のため、帆立貝形前方後円墳の112号墳と前方後円墳の7号墳の周溝の一部について発掘が行われた。
開発行為に伴う発掘はその後も続き、1984年には宅地造成に伴い113号墳の調査が行われ、更に1992年には8号墳と112号墳の調査も行われた。
また1982年には、千葉県立風土記の丘の手によって円墳である65号墳を発掘した。続いて1983年には前方後円墳である24号墳、1984年から1986年にかけて円墳である101号墳の発掘が行われるなど、開発行為に伴わない発掘も実施された。中でも101号墳の発掘成果は大きなものがあった。
1994年から1995年にかけて、千葉県史料研究財団によって浅間山古墳の測量調査と内部レーダー調査が実施された。そして1996年から1997年にかけて浅間山古墳の発掘が行われ、その結果、浅間山古墳は古墳群で最初期に造られた古墳ではなく、全国的に見ても最後に造られた前方後円墳のひとつであり、古墳の構造や副葬品の内容から興味深い事実が明らかになった。
龍角寺古墳群は日本第二位の大きさの方墳である岩屋古墳や最後の前方後円墳のひとつと考えられている浅間山古墳を擁しており、風土記の丘に指定されたこともあって古墳群の保存状況も比較的良好であり、研究者の関心を集めているが、発掘調査が行われた古墳は少数で、大半の古墳が未調査であり、古墳群の全貌を解明するには至っていない。

## 古墳群の歴史

### 古墳群の誕生
龍角寺古墳群はまだ多くの古墳が未発掘であるため、明らかになっていない点も多いが、古墳時代前期や中期の古墳はないとされ、古墳群の誕生は6世紀、古墳時代後期のことと考えられている。発掘された中で最も古いとされる古墳は101号墳で、検出された埴輪の内容などから6世紀第二四半期の造営と考えられている。6世紀台、龍角寺古墳群では全長20-30メートルの前方後円墳や、直径10-20メートルの円墳を中心とした小型の古墳が多数造営されており、勢力的に拮抗した複数の首長が同時に古墳を造営していたと考えられている。
6世紀前半代、印旛沼周辺では龍角寺古墳群の南方にある公津原古墳群が最も優勢で、船塚古墳など地域を代表するような大きさの古墳が造営されていた。しかし6世紀後半台になると公津原古墳群では目立った大きさの古墳が造営されないようになり、まず印旛沼東岸にある北須賀勝福寺古墳群、それから龍角寺古墳群の存在感が増していく。
現在のところ龍角寺古墳群に属する古墳の中で、16基の古墳から埴輪が検出されている。検出された多くの埴輪が下総型埴輪という6世紀後半期、下総を中心に使用されていたことが確認される特徴的な埴輪であり、龍角寺古墳群の多くの古墳がこの時期に造営されたと考えられている。また下総型埴輪の分布の中心は印旛沼周辺と考えられており、下総型埴輪の成立と分布の拡大は、6世紀後半に古墳築造が盛んになり、やがて浅間山古墳、岩屋古墳という地域最大の古墳を造ることになる龍角寺古墳群を造営した首長の勢力の増大を示しているとの説もある。
そして龍角寺古墳群でよく見られる、円墳に小規模な前方部がついた帆立貝型古墳のような形をした全長20-30メートルの前方後円墳は、6世紀後半、香取海沿岸を中心とした下総や常陸で数多く造られたため、常総型古墳と呼ばれている。常総型古墳は墳丘と規模以外にも墳丘の裾に箱型の石棺を埋葬施設としているといった共通点が見られ、形式がやや異なるものの下野にも分布が広がっており、やはり龍角寺古墳群の被葬者を始めとした常総地域の首長の勢力の増大を示していると考えられる。
また、浅間山古墳の石室や石棺で用いられた筑波山周辺で採掘される片岩の利用が、24号墳、53号墳など浅間山古墳以前に築造されたと考えられる古墳からも確認されている。片岩は香取海の水運を通じて筑波山付近からもたらされたものと考えられ、龍角寺古墳群を造営した首長が、広域の首長との関係を持っていたことがわかる。

### 浅間山古墳の造営

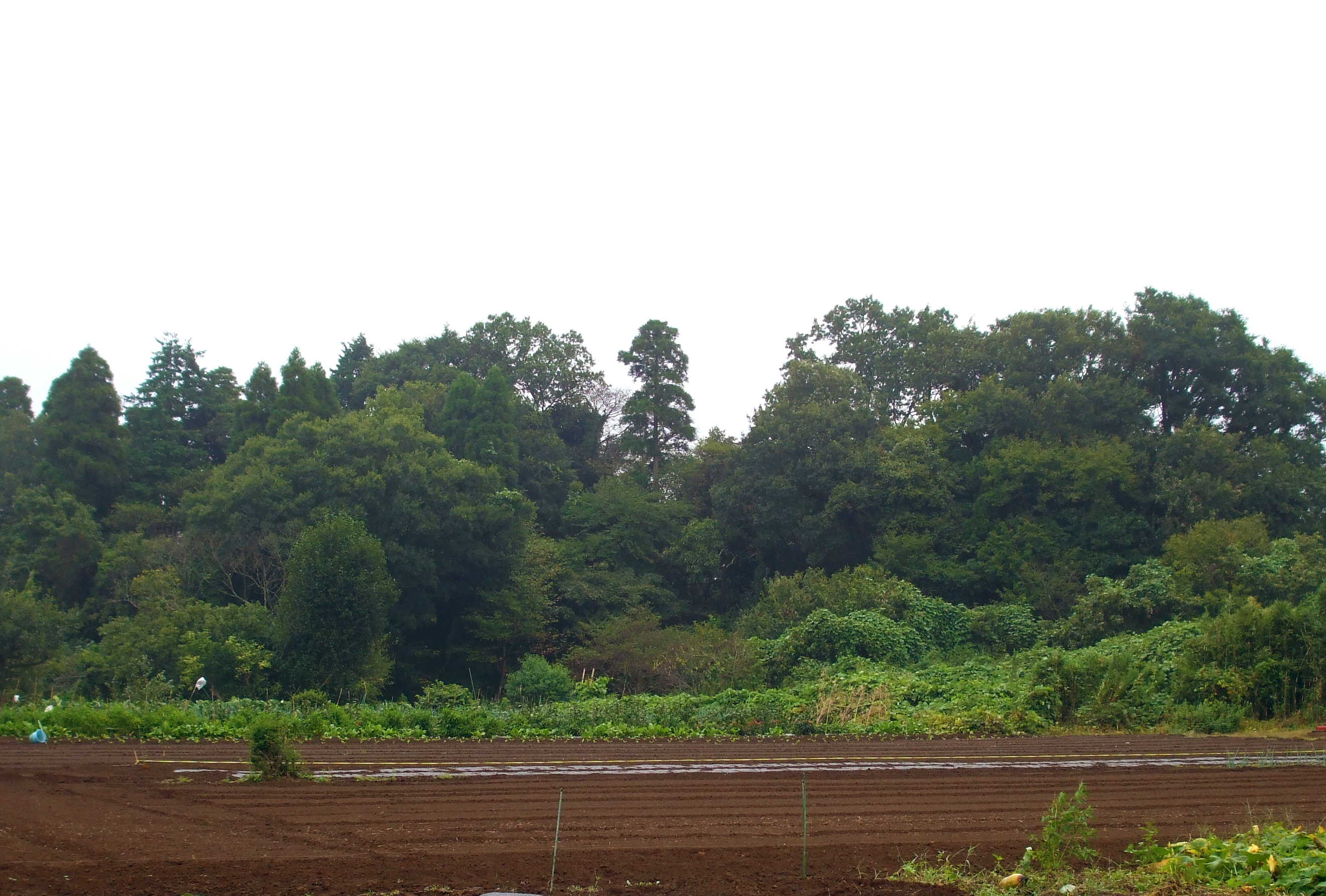
浅間山古墳

龍角寺古墳群の画期となったのが浅間山古墳の造営である。これまで墳丘長50メートル以下の古墳しか造営されていなかった龍角寺古墳群に、墳丘長78メートルの印旛沼周辺地域最大の前方後円墳が造られた。
石室の構造や出土品の内容から、浅間山古墳の造営は7世紀初頭との説と7世紀第二四半期との説がある。地域最大の古墳の規模から、浅間山古墳からは7世紀前半頃、勢力を強めて印旛沼周辺地域の頂点に立った首長の姿が浮かびあがる。北方の香取海方面を意識したと考えられる古墳の立地からは、古墳の被葬者である首長は、香取海を通して常陸そして東北方面へと向かう交通の要衝を押さえたことが想定される。また金銅製や銀製の冠類が出土したこと、古墳の築造の一部に版築工法が用いられていた点、漆塗りの木棺が用いられていたと考えられる点など、当時としては先進的な技術が用いられており、被葬者の畿内との密接な関係が想定される。
浅間山古墳を築造した首長の勢力が増大した理由としては、先述のように交通の要衝を押さえ、畿内の勢力との関係性を深めることに成功したからとされる。浅間山古墳を造営したのは印波国造と考えられているが、大王家に直結する壬生部の責任者であったとの説を唱える研究者もいる。

### 岩屋古墳と方墳造営

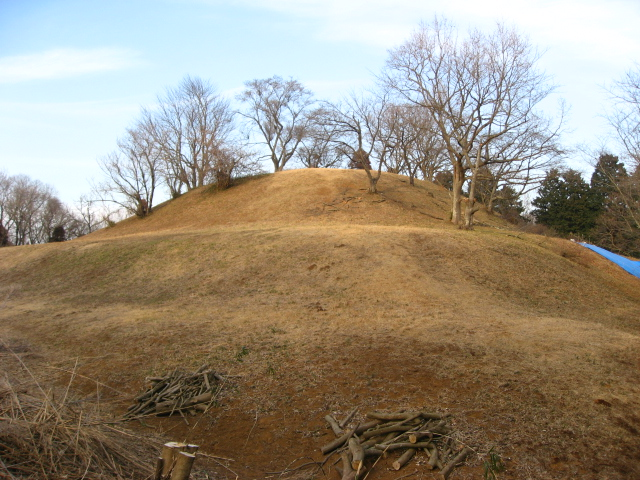
岩屋古墳

浅間山古墳の後に、龍角寺古墳群では方墳では日本第二位の墳丘規模を誇る岩屋古墳が造営された。日本最大の方墳は5世紀前半に造営されたと考えられる奈良県橿原市の桝山古墳であり、終末期古墳の時代では春日向山古墳（用明天皇陵）、山田高塚古墳（推古天皇陵）など、大王陵と考えられる方墳の規模を凌駕する大規模な古墳である。
当時、関東地方では大規模な方墳、円墳が各地で造営されていた。例えば方墳では千葉県山武市にある駄ノ塚古墳、群馬県前橋市にある愛宕山古墳が挙げられ、円墳としては栃木県壬生町の壬生車塚古墳、埼玉県行田市にある八幡山古墳などがあり、関東地方各地で大規模な方墳、円墳が造られていた中で、岩屋古墳も築造されていたことがわかる。6世紀末から7世紀にかけて、ヤマト王権は新しい時代に対応するため体制の変革を進めていく中で、広大な関東、東北方面を重視したと考えられており、その結果としてヤマト王権内での関東地方の地位が向上し、関東各地の首長が全国でも有数な規模の古墳を造営することが可能になったものと考えられている。もちろん岩屋古墳の規模は、古墳を造営した首長の勢力が強大であったことを示すことは明らかで、浅間山古墳の築造後、勢力をさらに強めていたことが想定される。
また岩屋古墳からの出土品はこれまで全くないため、石室の構造などから築造時期について推定するしかなく、7世紀前半に築造されたとの説と半ば頃との説がある。岩屋古墳の石室には、これまで龍角寺古墳群で用いられていた筑波山周辺で採掘される片岩ではなく、主に古墳群近くに分布する貝類の化石を含む砂岩を使用している。これは岩屋古墳の近くに分布する方墳でも使用されており、龍角寺古墳群では岩屋古墳の築造後、みそ岩屋古墳などの方墳の築造が続いたと考えられ、またこれまでよりも規模は縮小したものの、7世紀の方墳築造の時代も複数系列の首長が同時に古墳を造営していたと考えられている。しかし岩屋古墳のような大規模な古墳は造られなくなった。7世紀半ば以降、大規模な古墳が造られなくなる現象は古墳時代終末期、関東各地で大規模な方墳、円墳を造営した古墳群でも共通して見られる。そして龍角寺古墳群の造営は7世紀後半で終了したと考えられている。

## 龍角寺と埴生郡衙

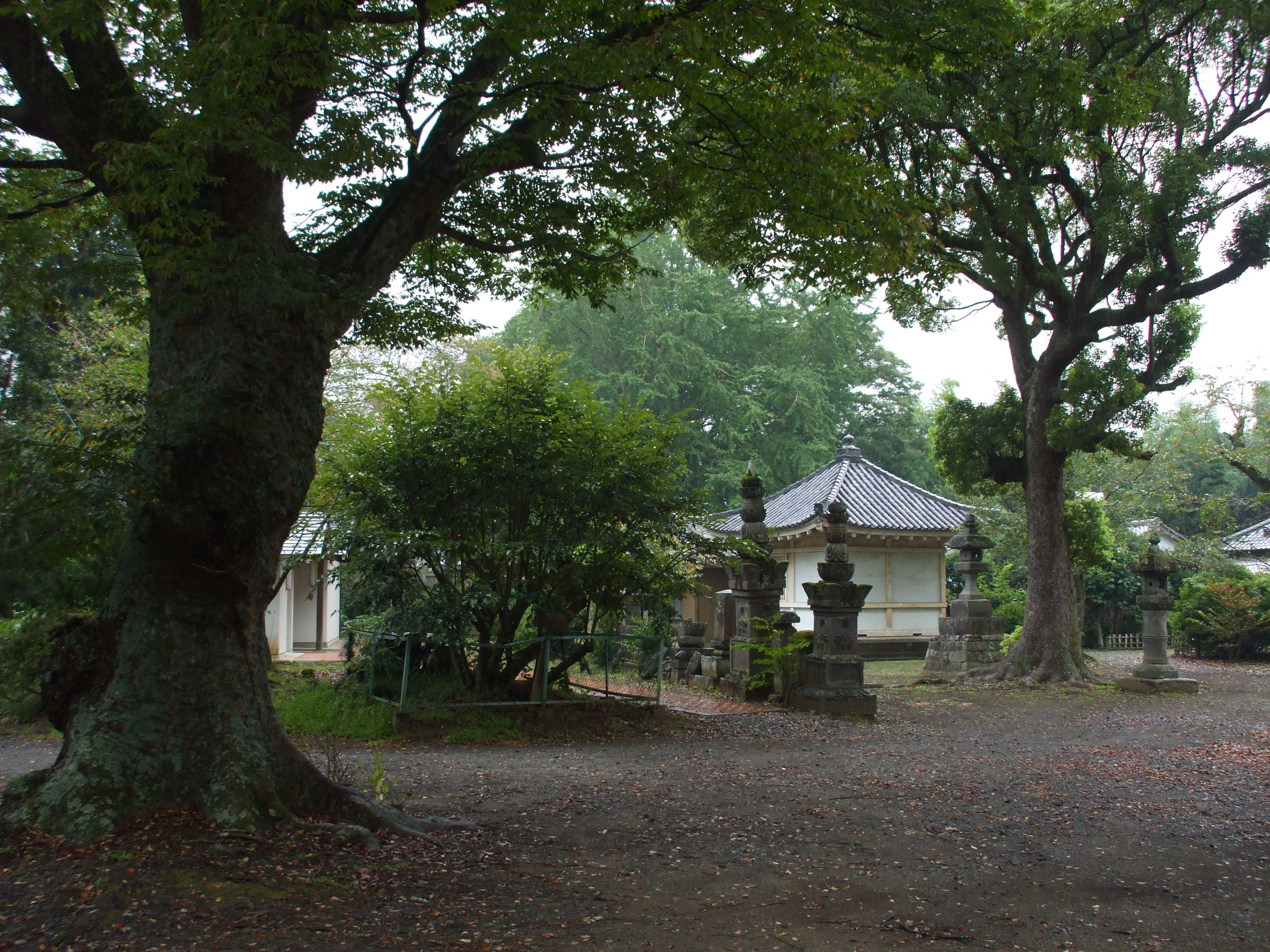
龍角寺境内

7世紀後半、龍角寺古墳群の北方に龍角寺が創建される。龍角寺は650年から660年頃に創建されたとの説を唱える研究者もあり、浅間山古墳と岩屋古墳の築造時期が遅い場合、古墳の築造と寺院の創建が極めて近い時代となる可能性があって注目される。いずれにしても龍角寺は龍角寺古墳群を築造した首長と考えられる印波国造と密接な関連があると考えられている。古墳群の近くに古代寺院が建立される例としては、木更津市の祇園・長須賀古墳群の近くに上総大寺廃寺が建立されたことなどが挙げられ、首長の権威の象徴が古墳から寺院へと移り変わったことを示すと考えられている。
龍角寺古墳群の西側には埴生郡衙跡とされる、7世紀後半から8世紀にかけての遺跡である大畑遺跡群がある。これは6世紀の古墳時代後期以降、龍角寺古墳群を造った首長は、7世紀後半の龍角寺建立、そして律令制が成立した後も郡司となってその勢力を保ったことを示唆している。

## 龍角寺古墳群の特徴
龍角寺古墳群は古墳時代前・中期の古墳は確認されておらず、古墳時代の後期にあたる6世紀から古墳の築造が開始されたと考えられている。初めのころは規模の小さな前方後円墳や円墳が造営されていたが、龍角寺古墳群を造営した首長は次第に勢力を強めていき、7世紀前半には印旛沼周辺で最大の前方後円墳である浅間山古墳を造営し、続いて方墳としては日本第二位の規模を誇る岩屋古墳を造営した。
印旛沼付近を統合する首長権は、6世紀半ば頃までは龍角寺古墳群の南方にある公津原古墳群を造営した首長が握っていたと考えられるが、6世紀後半以降、龍角寺古墳群を造営した首長が強大化し、首長権の移動があったと見られている。龍角寺古墳群を造営した首長が強大化に成功した理由は、古墳群北方にある香取海の水運の要衝を掌握し、常陸、そして東北方面へ向かう交通路を押さえることに成功したからと考えられている。これは龍角寺古墳群の浅間山古墳までの古墳は、下総台地の印旛沼に近い場所に造営されていたものが、浅間山古墳以後は香取海方面を意識した立地となったことにも現れている。
そして6世紀末から7世紀にかけてのヤマト王権の変革期にあたり、関東北部、そして東北へと向かう交通の要衝を押さえた龍角寺古墳群を造営した首長のことをヤマト王権は重要視したと考えられており、大王家と直結した壬生部の責任者となったとの説も唱えられている。ヤマト王権や畿内の豪族との関係性を深めたことも、終末期古墳の時期としては最大の方墳である岩屋古墳の造営に繋がったものと見られている。
また龍角寺古墳群は複数の首長が同一の墓域を利用した、複数系譜型の古墳群の一例と考えられていて、古墳群の構成上も興味深い。
7世紀後半には、古墳群の北隣に龍角寺が創建された。そして古墳群西北には埴生郡衙の跡とみられる大畑遺跡群もあり、龍角寺古墳群を造営したと考えられる印波国造、最近の研究では大生部直氏は、古墳群の造営後も龍角寺の創建、そして律令制成立後も郡司としてその勢力を保ったと考えられている。
龍角寺古墳群は古墳群を構成する多くの古墳が、房総のむら内で比較的良好な状況で保存されており、また全国的に見ても最後の前方後円墳のひとつである浅間山古墳、そして終末期古墳の時代では最大の方墳である岩屋古墳など、学術的に見ても価値が高い古墳がある。つまり龍角寺古墳は古墳時代後期から終末期古墳時代の古墳群を知る上で貴重な資料であり、7世紀の寺院建立、そして律令制における郡司の時代に至るまで、関東地方の一首長について知ることができる貴重な遺跡と評価されている。2009年2月12日には龍角寺古墳群に所属する古墳のうち浅間山古墳など92基が既指定の国の史跡・岩屋古墳に追加指定され、史跡の指定名称が「龍角寺古墳群・岩屋古墳」に変更された。また浅間山古墳の出土品は2009年3月17日、千葉県の有形文化財に指定されている。

## 主な古墳
古墳番号は現在専門書等で用いられている、深澤の論文（1988)によって確定したもの。

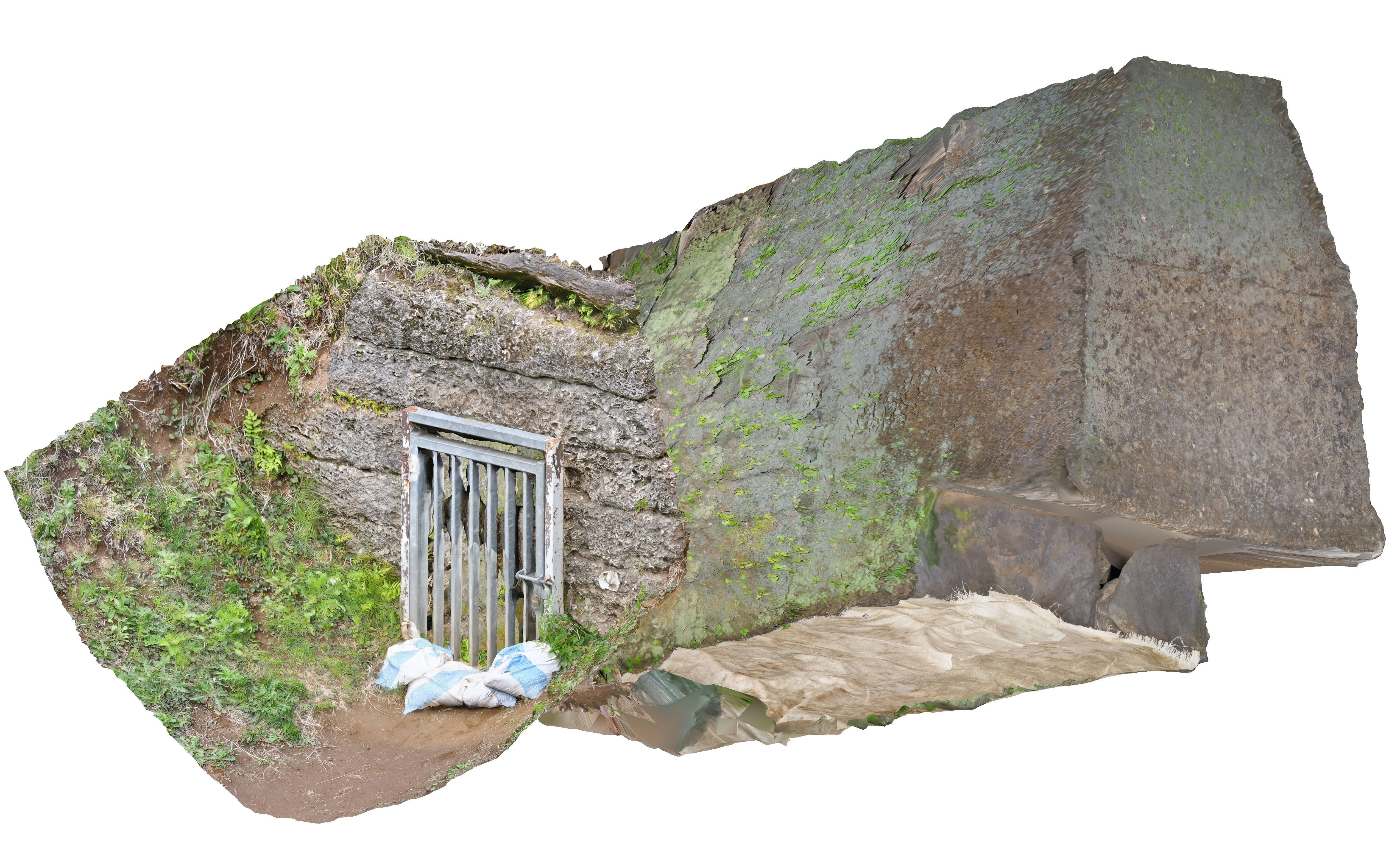
龍角寺岩屋古墳（105号墳）西石室

みそ岩屋古墳（106号墳）石室

- 24号墳：全長約27メートルの前方後円墳。1983年に発掘が行われた。墳頂部と、墳裾に当たる前方部と後円部との境目付近から埋葬施設が検出され、墳裾の埋葬施設は筑波山付近からもたらされた片岩製の箱式石棺であった。須恵器、大刀、鉄鏃、刀子、耳環、切子玉などが検出された。築造年代は出土した須恵器の形式から6世紀半ば以降で、7世紀半ば頃に追葬がなされたと考えられている[49]。
- 101号墳：龍角寺古墳群の東南端にある墳丘の直径が約25メートルの円墳で、幅約3メートルの二重の周溝を持つ。1984年から1986年にかけて発掘が行われ、5ヶ所もの埋葬施設が検出され、土師器、須恵器、金銅製耳輪、管玉、直刀、鉄製馬具、鉄鏃、鉄鎌などの出土品が発掘された。また墳丘横部の第三主体部からは8体の人骨が検出された。古墳の築造時期は発掘された須恵器などから6世紀前半と考えられ、墳丘部から大量に検出された形象埴輪、円筒埴輪の内容も、6世紀後半期の下総型埴輪成立以前のものであり、6世紀前半期に築造されたとの結論が支持出来る。ただし埋葬施設が多く、検出された須恵器は6世紀前半から7世紀初頭のものが見られることから、長期間にわたっての追葬が行われたと考えられている。なお101号墳は墳丘と古墳を巡っていた埴輪群が復元され、1992年より公開されている[50]。
- 105号墳（龍角寺岩屋古墳）
- 106号墳（みそ岩屋古墳）:岩屋古墳の北側にある一辺が35メートル×30メートル、高さ5.5メートルの方墳、墳丘周囲には周溝が巡っている。1976年には早稲田大学考古学研究室が墳丘と横穴式石室を測量した。岩屋古墳と同じく貝化石を含んだ砂岩の切石を煉瓦のように互い違いに積み上げた横穴式の石室がある。築造時期は岩屋古墳の後で7世紀。出土品はない[51]。
- 108号墳：一辺約16メートルの方墳で、墳丘周囲には約2.5メートルの周溝がめぐる。1980年、県道成田安食線建設のために発掘が行われ、現在は消滅している。埋葬施設は片岩と貝化石を含む砂岩で造られた小型の横穴式石室で、大刀、鉄鏃、須恵器が検出され、築造時期は7世紀中ごろと考えられている[52]。
- 111号墳（浅間山古墳）
- 112号墳：古墳群の北西部にあり、1982年、県道成田安食線建設のために周溝部分、そして1992年には全体の発掘が行われ、現在は消滅している。帆立貝形前方後円墳で、墳丘長は26.5メートルである。墳丘の前方部と後方部とのくびれ部分から片岩の石塊が検出され、埋葬施設があったものと考えられている。鉄鏃、刀子などとともに墳丘部から下総型に近いタイプの形象埴輪、円筒埴輪が大量に検出された。6世紀末から7世紀初頭の造営と考えられ、龍角寺古墳群で最も良く確認されるタイプの前方後円墳である[53]。